# Veit Sorger

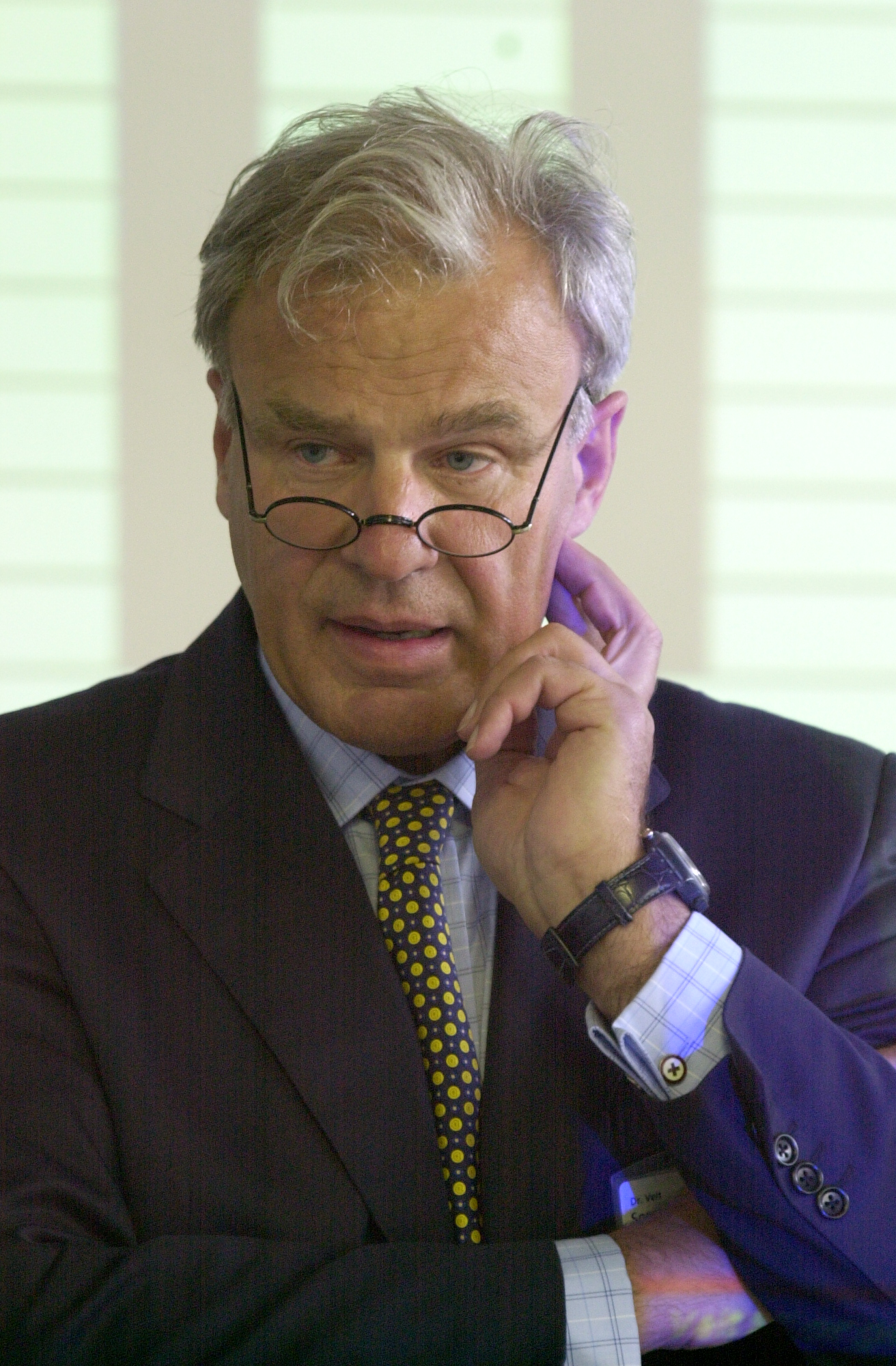
Veit Sorger (2001)

Veit Sorger (* 10. Juni 1942 in Graz) war von 2004 bis 2012 Präsident der Industriellenvereinigung Österreichs.

## Leben
Seine Ausbildung erhielt er durch Studien an den juridischen Fakultäten der Universitäten in Wien und Graz, an der Universität Uppsala (Dr. iur.) sowie an der Hochschule für Welthandel in Wien.
Von 1967 bis 1970 war er in der Versicherungsbranche (Interunfall AG) als Assistent des Generaldirektors tätig. 1970 erfolgte sein Eintritt in die Papierindustrie bei der Salzer-Gruppe. Von 1982 bis 1987 war er Alleinvorstand der Salzer Papier- und Kunststoffgruppe. Seit 1987 hatte er die Geschäftsführung der Europapier AG inne und ist seit 1988 Vorstandsmitglied der Frantschach AG. 1989 wurde er stellvertretender Vorstandsvorsitzender der Frantschach AG. Seit 1993 ist er Vorstandsvorsitzender der Frantschach AG und
Aufsichtsratsvorsitzender der Neusiedler AG (nunmehr beides Mondi AG). Seit 2005 ist er formell Aufsichtsratsvorsitzender der Mondi Packaging AG & Mondi Business Paper Holding AG (vormals Frantschach AG und Neusiedler AG).
Im Juli 2011 wurde er von der österreichischen Bundesregierung zum neuen Mitglied des Universitätsrats der Technischen Universität Wien bestellt. In der Funktionsperiode ab 2018 war er Vorsitzender des Universitätsrates der Technischen Universität Wien. Am 21. Oktober 2021 wurde Peter Oswald zum Vorsitzenden gewählt, Veit Sorger schied nach Ablauf seiner zehnjährigen Amtszeit im August 2021 aus dem Universitätsrat aus.
Außerdem nahm er die Funktion des Präsidenten des Verbands Österreichischer Privatstiftungen ein, 2019 folgte ihm Cattina Leitner in dieser Funktion nach.

## Privates
Veit Sorger ist verheiratet und hat drei Kinder.

## Auszeichnungen
- 2002: Großes Silbernes Ehrenzeichen mit dem Stern für Verdienste um die Republik Österreich[6]
- 2011: Ehrendoktorat der Technischen Universität Wien[7]
- 2018: Goldene Ehrennadel der Wirtschaftskammer Österreich[8]